# Baeomycetales
Ordre
Les Baeomycetales sont un ordre de champignons lichénisés (lichens) au thalle encroûtant ou squamuleux dans la classe des Lecanoromycetes. La séparation de cet ordre, basée sur plusieurs études de phylogénie moléculaire, est tardive : suggérée en 2002, puis confirmée en 2006, elle ne fut officialisée qu'en 2007.

## Liste des familles
Selon Outline of Ascomycota — 2009 :
- Anamylopsoraceae
- Baeomycetaceae
- Trapeliaceae